# Waltzing Matilda

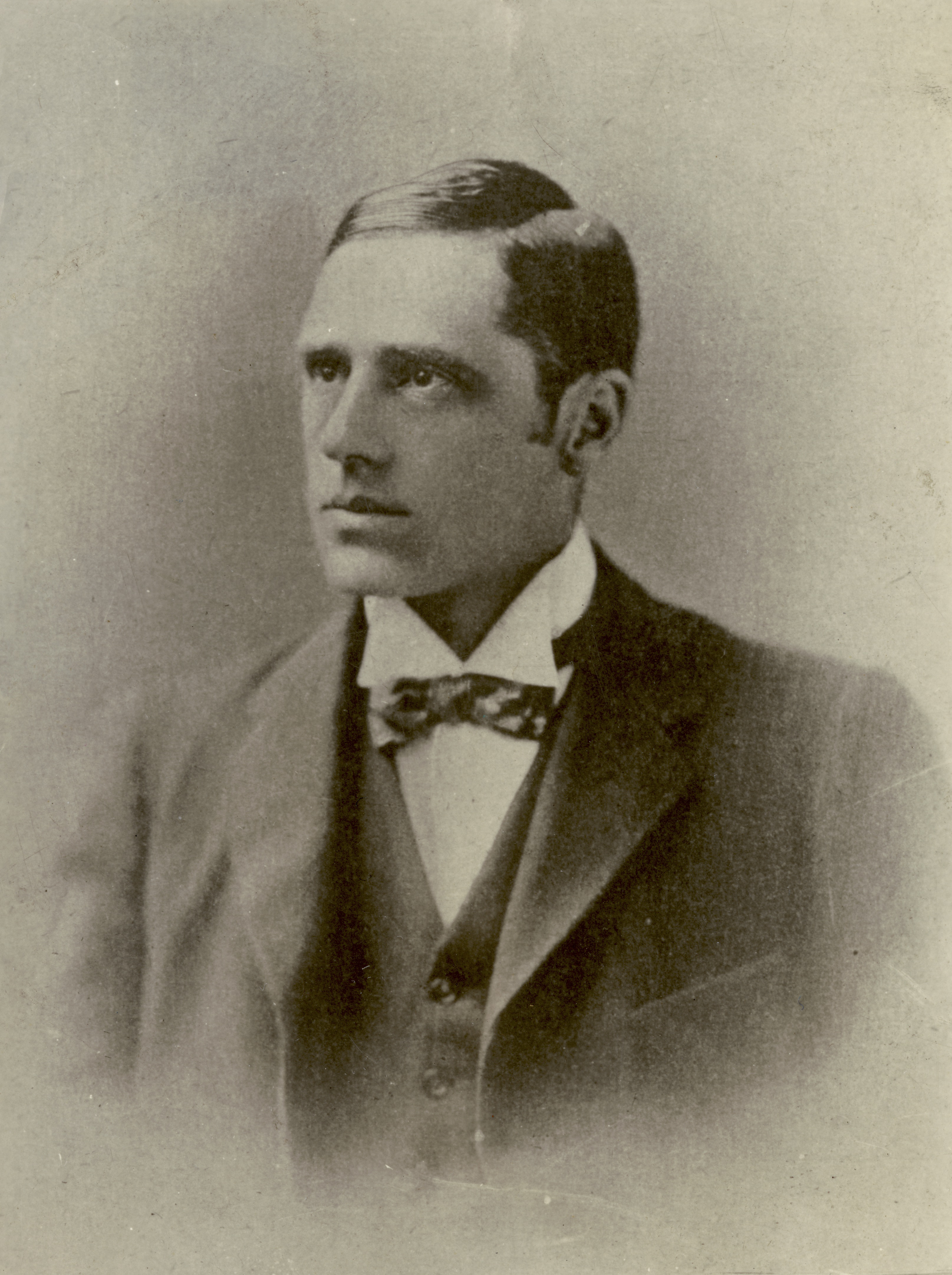
Banjo Paterson

Waltzing Matilda – piosenka australijska, ballada buszu (ang. bush ballad), wielokrotnie proponowana na australijski hymn narodowy. Jej słowa napisał w 1895 Banjo Paterson. Melodia jest najprawdopodobniej zmodyfikowaną wersją szkockiej pieśni „Thou Bonnie Wood of Craigielea”.
Gdy w 1977 w drodze referendum powszechnego obywatele Australii wybierali nowy hymn, 43,2% głosujących zadecydowało o wyborze pieśni Advance Australia Fair. Drugie miejsce z wynikiem 28,3% zajęła właśnie Waltzing Matilda, choć była bardziej znana oraz powszechnie lubiana. Utwór, który ostatecznie został hymnem Australii, jest wzniosły i poważny, tymczasem w balladzie Waltzing Matilda jedyną sceną o takim charakterze jest zakończenie, w którym włóczęga woli zginąć, niż trafić do więzienia.

## Historia powstania

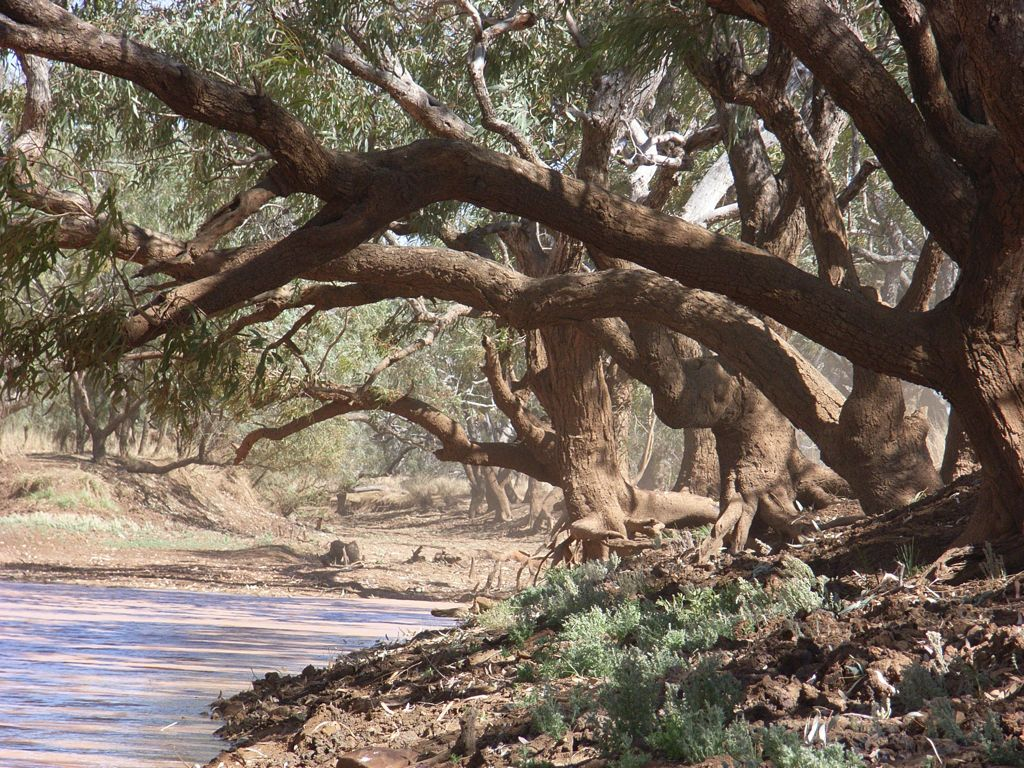
Combo waterhole – prawdopodobne miejsce wydarzeń opisywanych w piosence

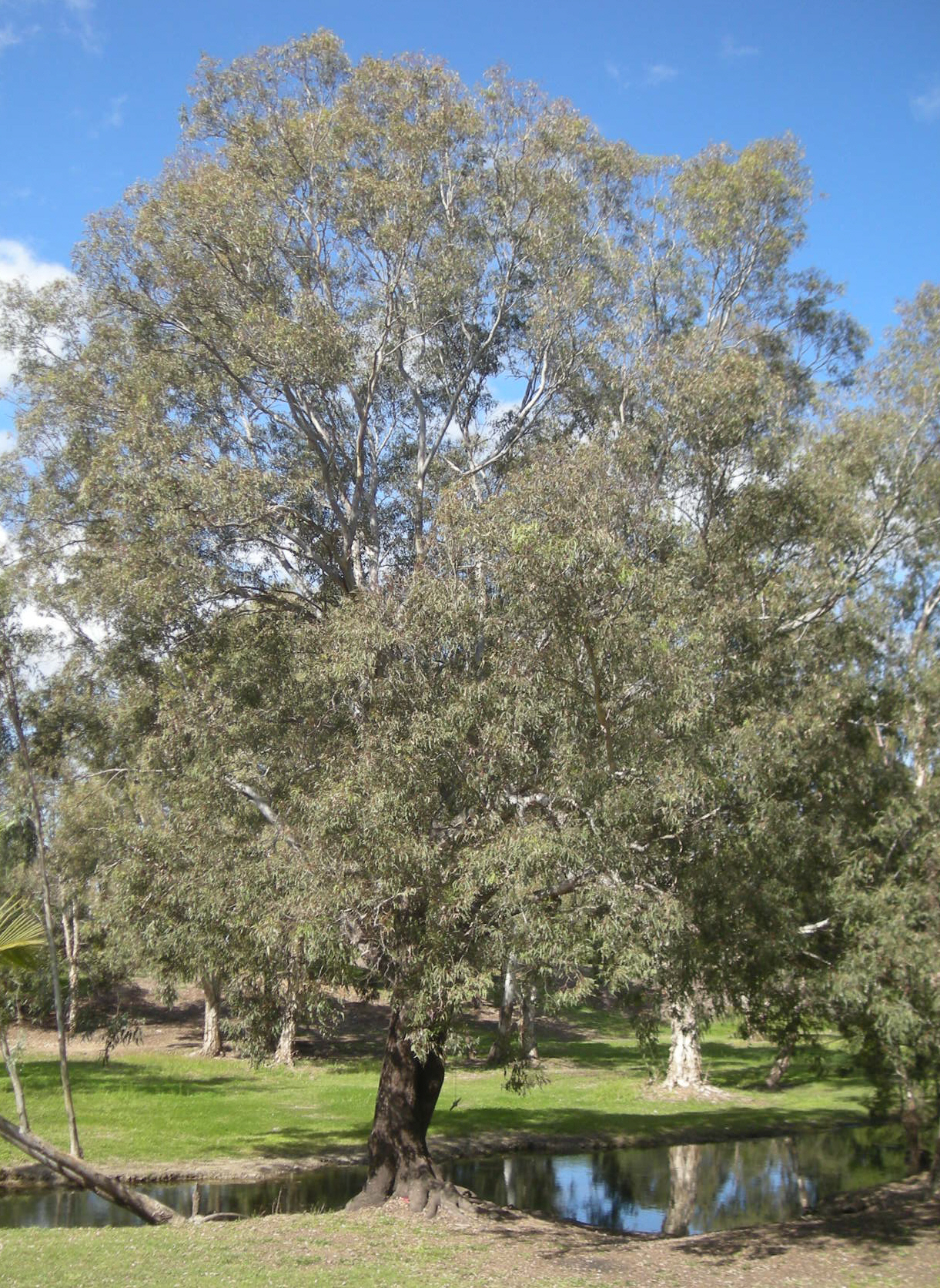
Eucalyptus coolabah – drzewo wspominane w piosence nad zatoką małej rzeki w Coastal Central w Queensland

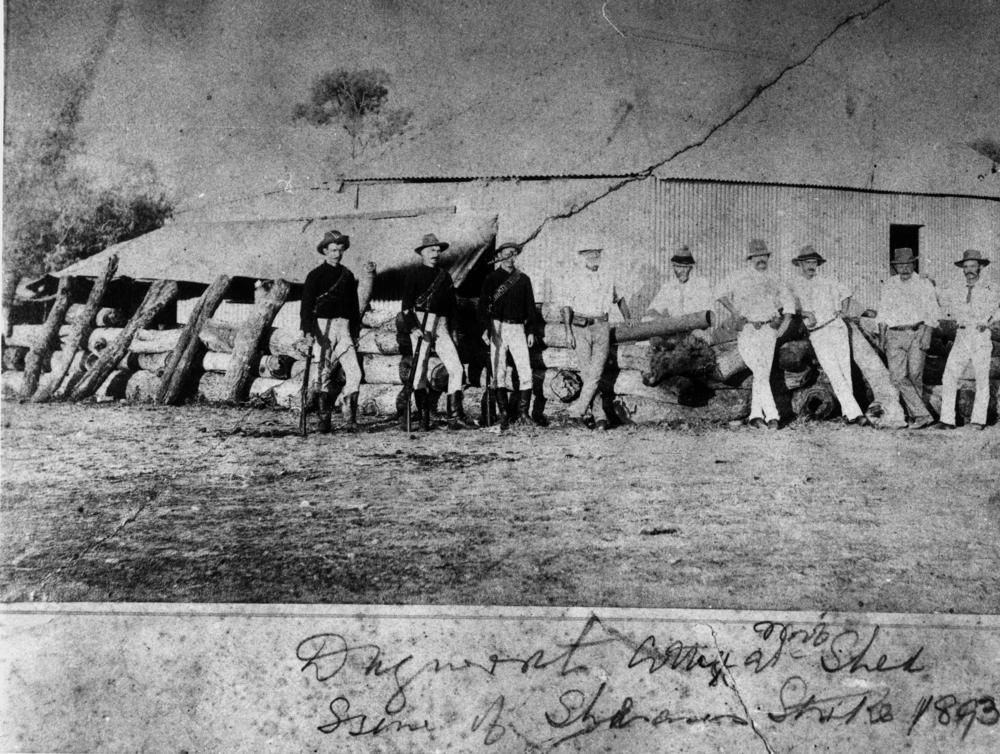
Wzmocniona tymczasowo szopa do cięcia drewna na stacji kolejowej Dagworth po podpaleniu głównej szopy w 1894. Uważa się, że trzej policjanci na lewo to ci, o których mowa w pieśni Waltzing Matilda, a czwarty od prawej to wspomniany tam skwater, Bob Macpherson

Słowa piosenki napisał Andrew Barton „Banjo” Paterson, australijski poeta, dziennikarz i radca prawny. Przyjmuje się, że inspiracją do napisania tekstu były wakacje spędzone w okolicach australijskiej miejscowości Winton w stanie Queensland. Paterson zaprzyjaźnił się z grupą hodowców owiec, do której należała m.in. przyjaciółka jego narzeczonej Christina Macpherson i jej brat Bob. Patersona fascynowała gwara farmerów i opowiadane przez nich historie. Jedna z nich dotyczyła trampa, który ukradł i zabił owcę, a następnie został wytropiony przez właściciela stada (w towarzystwie policjanta i aborygeńskiego tropiciela) nad brzegiem niewielkiego starorzecza. Tramp wskoczył do niego próbując uciekać, lecz nie potrafił dobrze pływać i utonął.
Inna historia opowiedziana Patersonowi przez Boba dotyczyła krwawych zamieszek wywołanych strajkiem robotników zajmujących się strzyżeniem owiec. Jeden z robotników, Samuel Hoffmeister, był oskarżony o udział w strzelaninie i podpaleniu składu wełny. Jego zwłoki zostały odnalezione przez tłumiących zamieszki kawalerzystów nad stawem o nazwie Combo waterhole.
Opowieści te opisał Paterson w słowach Waltzing Matilda, łącząc je z melodią, którą grywała Christina, a którą sama usłyszała wcześniej przy okazji wyścigów konnych „Warrnambool Races”.
Część australijskich historyków neguje opisany scenariusz wydarzeń, a dodatkowym utrudnieniem w dociekaniu prawdy były dalsze losy piosenki i powstawanie jej różnych wersji. Prawa autorskie sprzedał Paterson wydawnictwu nutowemu Angus and Robertson. W 1903 jedna z wersji piosenki pojawiła się na opakowaniach herbaty „Billy tea”, co uczyniło piosenkę znaną w całym kraju. Jeszcze inna wersja pojawiła się w 1907. W 1941 gdy piosenka była już znana w Australii, amerykańskie wydawnictwo Carl Fischer Music przywłaszczyło sobie nielegalnie prawa autorskie do niej na terenie Stanów Zjednoczonych – doprowadziło to do paradoksu: gdy utwór Waltzing Matilda miał być wykonany w związku z ceremonią zamknięcia Igrzysk Olimpijskich w Atlancie, Australijczycy musieli zapłacić tantiemę amerykańskiemu wydawnictwu, ponieważ prawa autorskie w samej Australii wygasły, natomiast w Stanach Zjednoczonych ich posiadaczem wciąż pozostaje Carl Fischer Music.

## Słowa piosenki

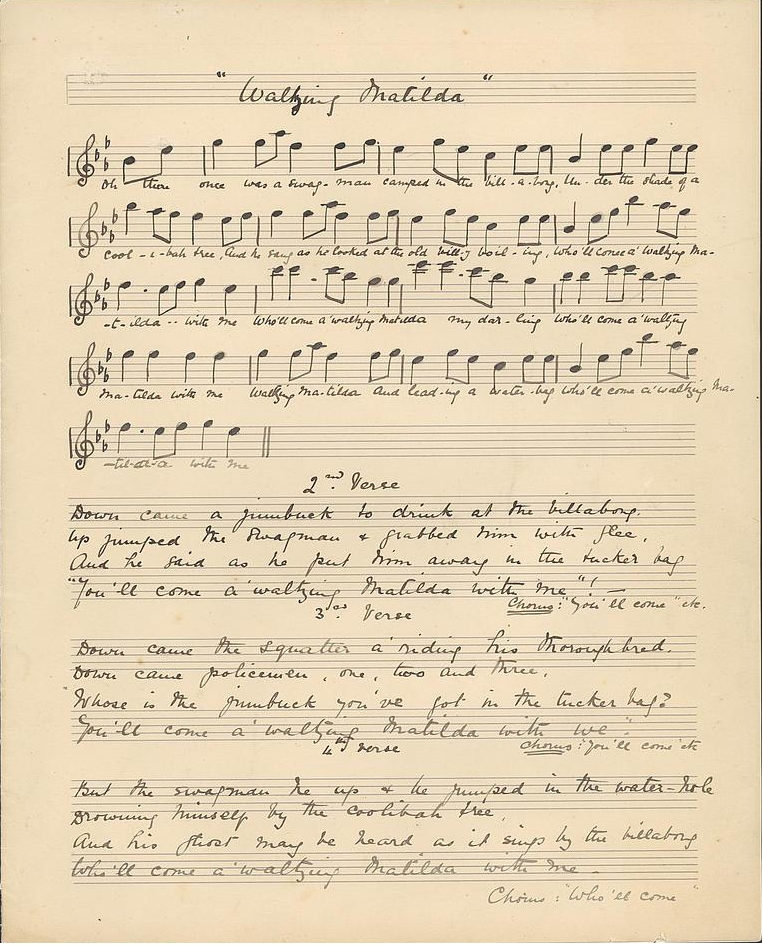
Oryginalny rękopis piosenki Waltzing Matilda, zapisany przez Christinę Macpherson ok. roku 1895, oparty na zapamiętanej przez nią melodii i słowach skomponowanych przez Banjo Patersona

Bohaterem piosenki jest włóczęga, który zatrzymał się przy niewielkim stawie, by w cieniu eukaliptusa przyrządzić herbatę. Gdy w międzyczasie do wodopoju przychodzi owca, tramp porywa ją i ukrywa. Po jakimś czasie nad staw przybywają konno trzej policjanci wraz z właścicielem owcy. Gdy odkrywają kradzież, włóczęga rzuca się do wody z okrzykiem „Nie dam wziąć się żywcem” i tonie. Ktokolwiek pojawi się później w okolicach stawu, może usłyszeć jego ducha, śpiewającego refren piosenki – będący zaproszeniem do wspólnej wędrówki.
Piosenka jest apoteozą australijskiego umiłowania wolności i włóczęgi.

### Znaczenie niektórych terminów i zwrotów

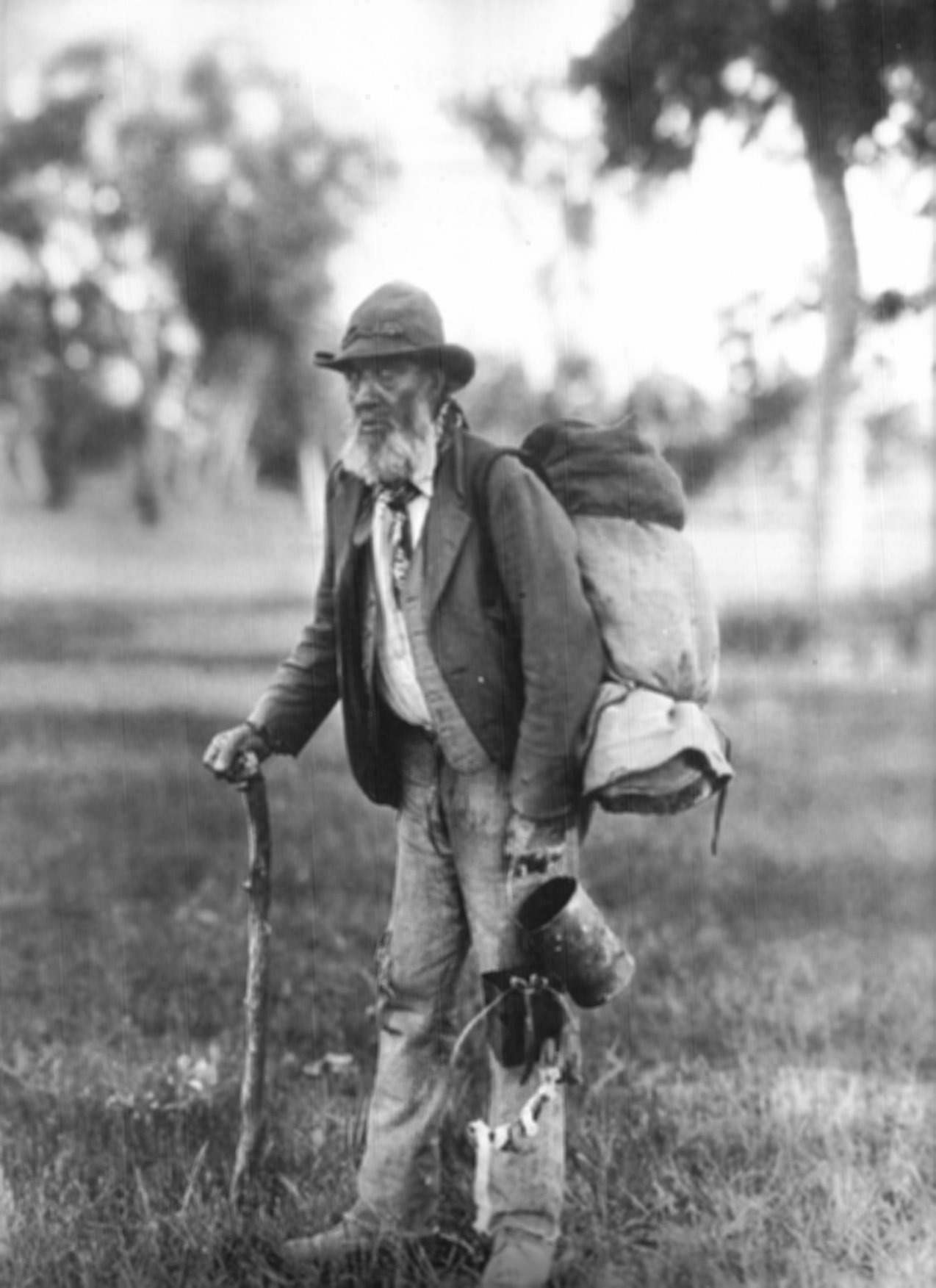
Sędziwy australijski swagman z matyldą na plecach i puszką do gotowania wody billy w ręku na zdjęciu z 1901

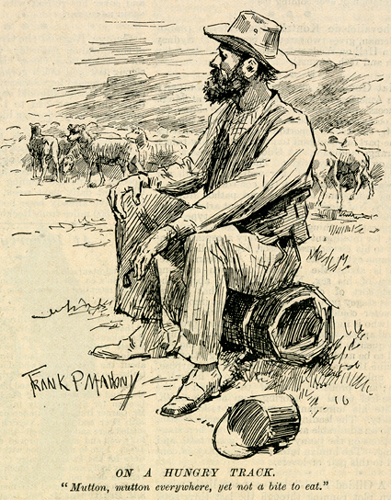
Swagman siedzący na zrolowanej matyldzie, rysunek Franka Mahony'ego „Głodując na szlaku” z końca XIX wieku (podpis pod rysunkiem: „Barany, wszędzie barany ale ani kęsa jedzenia”)

Zrozumienie słów piosenki „Waltzing Matilda” może stanowić problem nawet dla osób, dla których angielski jest rodzimym językiem. Powodem tego są zwroty specyficzne dla Australii. Sam zwrot Waltzing Matilda może być mylący, ponieważ nie chodzi tutaj o taniec z kobietą, tylko o rodzaj romantycznej włóczęgi.
Pozostałe terminy i zwroty:
- Matilda – tobołek zawinięty w rolowany gruby koc (używany w czasie włóczęgi do nakrycia w nocy lub okrycia w czasie chłodu)
- waltzing – pochodzi od niemieckiego wyrażenia auf der Walz(inne języki) oznaczającego praktykowany w średniowieczu zwyczaj podejmowania przez czeladników kilkuletniej wędrówki pomiędzy warsztatami uznanych mistrzów, połączonej z pracą i nauką rzemiosła
- swagman – tramp, włóczęga (dosłownie „człowiek z tobołkiem”); termin pochodzi od słowa swag, oznaczającego zawiniątko z dobytkiem, tobołek
- billabong – jezioro przyrzeczne, starorzecze
- coolibah tree – Eucalyptus coolabah(inne języki), gatunek eukaliptusa
- billy – niewielka puszka do gotowania wody
- jumbuck – zaniedbana (niestrzyżona) owca
- tucker bag – torba na jedzenie
- squatter – skwater, farmer hodujący zwierzęta na terenach, do których nie miał prawa
- troopers – policjanci, strażnicy

### Tekst

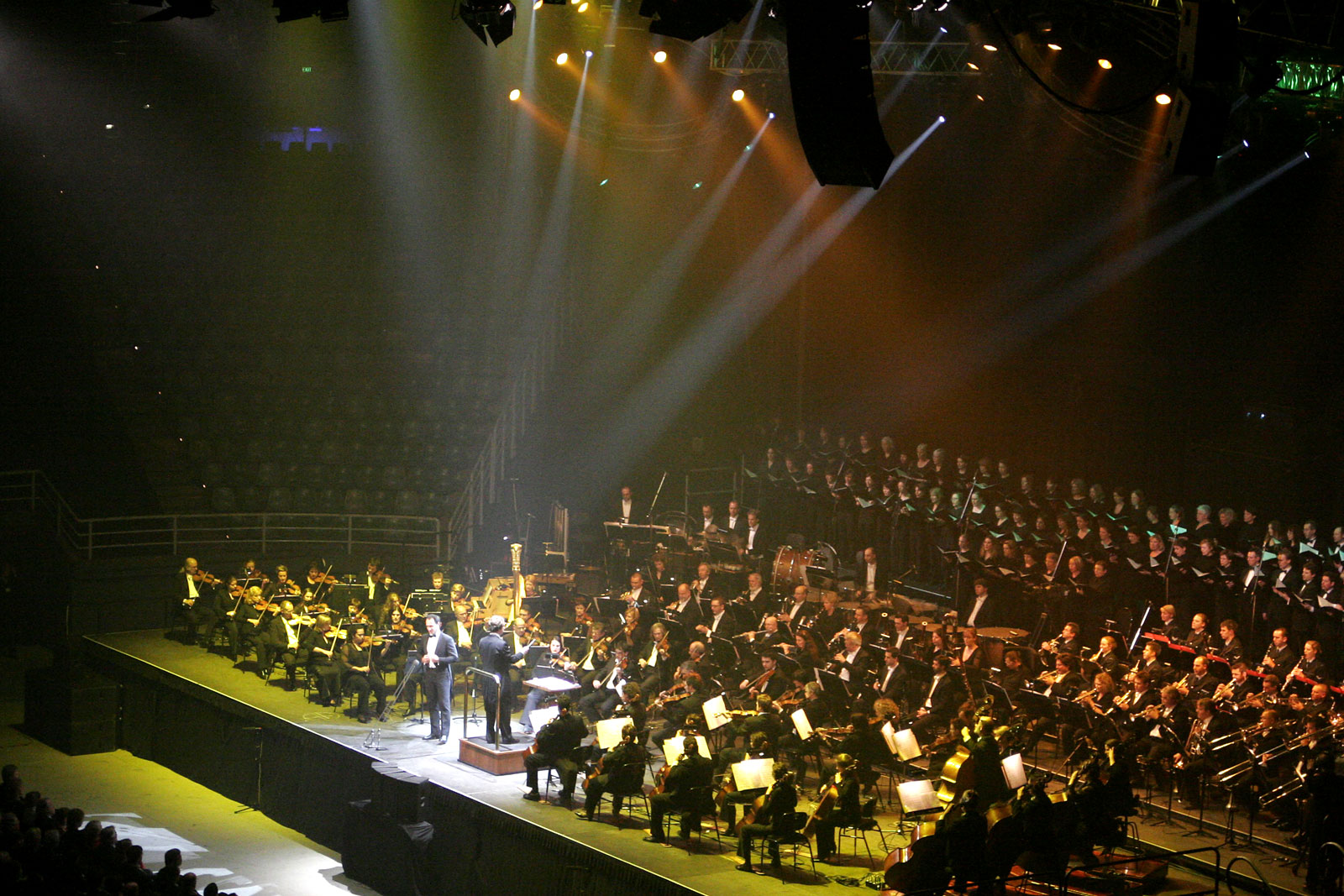
„Waltzing Matilda” grany przez orkiestrę podczas „Classical Specatular 2005”, Rod Laver Arena w Melbourne

Poniżej podana jest jedna z popularnych wersji piosenki publikowana na opakowaniach firmy Billy Tea (zob. też inne wersje Waltzing Matilda).

Once a jolly swagman camped by a billabong,
Under the shade of a coolibah tree,
And he sang as he watched and waited 'til his billy boiled
"Who'll come a-Waltzing Matilda, with me?"

Waltzing Matilda, Waltzing Matilda

"You'll come a-Waltzing Matilda, with me"

And he sang as he watched and waited 'til his billy boiled,

"You'll come a-Waltzing Matilda, with me".

Down came a jumbuck to drink at the billabong,

Up got the swagman and grabbed him with glee,

And he sang as he stowed that jumbuck in his tucker bag,

"You'll come a-Waltzing Matilda, with me".

Waltzing Matilda, Waltzing Matilda

"You'll come a-Waltzing Matilda, with me"

And he sang as he stowed that jumbuck in his tucker bag,

"You'll come a-Waltzing Matilda, with me".

Down came the squatter, mounted on his thoroughbred,

Up came the troopers, one, two, three,

"Who's that jolly jumbuck you've got in your tucker bag?"

"You'll come a-Waltzing Matilda, with me".

Waltzing Matilda, Waltzing Matilda

"You'll come a-Waltzing Matilda, with me"

"Who's that jolly jumbuck you've got in your tucker bag?",

"You'll come a-Waltzing Matilda, with me".

Up got the swagman and jumped into the billabong,

"You'll never catch me alive", said he,

And his ghost may be heard as you pass by that billabong,

"Who'll come a-Waltzing Matilda, with me?"

Waltzing Matilda, Waltzing Matilda
Who'll come a-Waltzing Matilda, with me
And his ghost may be heard as you pass by that billabong,
"Who'll come a-Waltzing Matilda, with me?"

## Muzeum pieśni
W roku 1990 w miasteczku Kynuna (stan Queensland) otwarto muzeum „Matildy”. Wśród innych pamiątek wystawiony jest tam także nutowy rękopis autorstwa Christiny Macpherson. Drugi rękopis znajduje się w Bibliotece Narodowej Australii.